# Hilsa
Hilsa ist eine Stadt im indischen Bundesstaat Bihar.
Die Stadt ist Teil des Distrikts Nalanda. Hilsa hat den Status eines Nagar Parishad. Die Stadt ist in 26 Wards gegliedert. Sie hatte am Stichtag der Volkszählung 2011 insgesamt 51.052 Einwohner, von denen 27.055 Männer und 23.997 Frauen waren. Hindus bilden mit einem Anteil von über 89 % die größte Gruppe der Bevölkerung in der Stadt gefolgt von Muslimen mit über 8 %. Die Alphabetisierungsrate lag 2011 bei 76,49 % und damit leicht über dem nationalen Durchschnitt.
Die Stadt wird vom State Highway 4 bedient und ist direkt mit den größten Städten in Bihar verbunden. Sie ist seit 1922 mit dem nationalen Eisenbahnnetz verbunden.